# Patrice Rushen

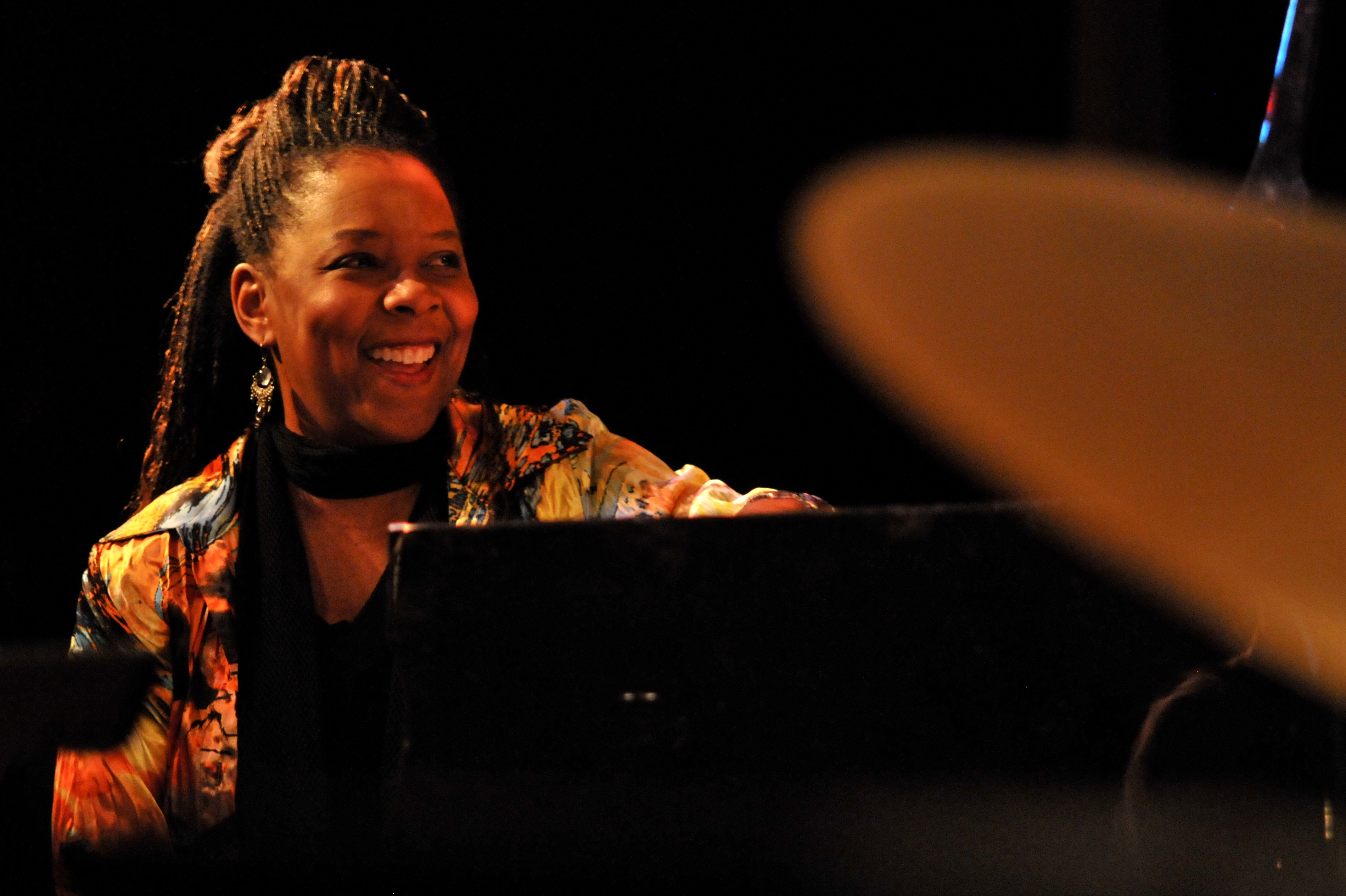
Patrice Rushen (2010)

Patrice Rushen (* 30. September 1954 in Los Angeles/Kalifornien) ist eine US-amerikanische Rhythm-and-Blues-Sängerin, Pianistin und Komponistin.

## Leben
Rushen erhielt ab dem Alter von drei Jahren eine klassische Klavierausbildung. 1972 gewann sie beim Monterey Jazz Festival einen Solowettbewerb und erhielt einen Vertrag beim Label Prestige Records, wo sie drei Alben veröffentlichte. 1978 kam sie zu Elektra Records, wo weitere fünf Alben erschienen. Mit Titeln wie Haven’t You Heard, Forget Me Nots, Feels So Real, Watch Out, Remind Me und Never Gonna Give You Up erreichte sie die Top Ten der Rhythm-and-Blues-Charts. Der Titel Forget Me Nots, für den sie eine Grammynominierung erhielt, wurde mehrfach, so etwa für das Titellied des Films Men in Black, als Sample verwendet.
Im Jahr 1978 wirkte Rushen am Debütalbum For You von Prince mit und seit Mitte der 1990er Jahre arbeitet sie regelmäßig mit der Gruppe The Meeting, daneben mit Stevie Wonder, Herbie Hancock, Lionel Hampton, Carlos Santana, George Benson, Jean-Luc Ponty, Tom Jones, Nancy Wilson, Michael Jackson, Dianne Reeves, Sheena Easton, Stanley Turrentine, Lee Ritenour und Joshua Redman.
Rushen komponierte die Musik für verschiedene Fernsehfilme und -serien wie die Emmy-nominierten The Killing Yard (mit Alan Alda) und Just A Dream sowie Our America, das den Sundance Film Award erhielt; außerdem auch für Kinofilme wie Waiting To Exhale, Without You I’m Nothing und Robert Townsends Hollywood Shuffle. Außerdem war sie musikalische Leiterin der CBS-Talkshow The Midnight Hour und der Welttournee von Janet Jackson.
2000/2001 war sie composer in residence des Detroit Symphony Orchestra und komponierte seitdem mehrere Orchesterwerke, darunter eine Sinfonie. Daneben widmet sie sich der musikalischen Förderung Jugendlicher in Los Angeles, unter anderem im NARAS’s Grammy In The Schools program.

## Diskografie

### Alben
| Jahr | Titel Musiklabel                | Höchstplatzierung, Gesamtwochen, AuszeichnungChartplatzierungen (Jahr, Titel, Musiklabel, Platzierungen, Wochen, Auszeichnungen, Anmerkungen) | Höchstplatzierung, Gesamtwochen, AuszeichnungChartplatzierungen (Jahr, Titel, Musiklabel, Platzierungen, Wochen, Auszeichnungen, Anmerkungen) | Anmerkungen                             |
| Jahr | Titel Musiklabel                | UK | US | Anmerkungen                             |
| ---- | ------------------------------- | --- | --- | --------------------------------------- |
| 1977 | Shout It Out Prestige           | — | US164 (4 Wo.)US | Erstveröffentlichung: 3. Februar 1977   |
| 1978 | Patrice Elektra                 | — | US98 (6 Wo.)US | Erstveröffentlichung: 17. Oktober 1978  |
| 1979 | Pizzazz Elektra                 | — | US39 (22 Wo.)US | Erstveröffentlichung: 23. Oktober 1979  |
| 1980 | Posh Elektra                    | — | US71 (18 Wo.)US | Erstveröffentlichung: 11. November 1980 |
| 1982 | Straight from the Heart Elektra | UK24 (14 Wo.)UK | US14 (28 Wo.)US | Erstveröffentlichung: 14. April 1982    |
| 1984 | Now Elektra                     | UK73 (3 Wo.)UK | US40 (25 Wo.)US | Erstveröffentlichung: 21. Mai 1984      |
| 1987 | Watch Out! Elektra              | — | US77 (19 Wo.)US | Erstveröffentlichung: 20. Februar 1987  |

Weitere Alben
- 1974: Prelusion (Prestige)
- 1975: Before the Dawn (Prestige)
- 1990: The Meeting (GRP, mit Ndugu Chancler, Alphonso Johnson)
- 1994: Anything But Ordinary (Sin-Drome)
- 1997: Signature (Discovery)
- 2001: Jazz Straight Up (Vertical Jazz, mit Ndugu Chancler und Stanley Clarke)
- 2002: Piano, Bass and Drums (Aix, DVD-Audio, mit Ndugu Chancler und Darek Oleszkiewicz)

### Singles
| Jahr | Titel Album                                        | Höchstplatzierung, Gesamtwochen, AuszeichnungChartplatzierungen (Jahr, Titel, Album, Platzierungen, Wochen, Auszeichnungen, Anmerkungen) | Höchstplatzierung, Gesamtwochen, AuszeichnungChartplatzierungen (Jahr, Titel, Album, Platzierungen, Wochen, Auszeichnungen, Anmerkungen) | Anmerkungen                            |
| Jahr | Titel Album                                        | UK | US | Anmerkungen                            |
| ---- | -------------------------------------------------- | --- | --- | -------------------------------------- |
| 1979 | Haven’t You Heard –                                | UK62 (3 Wo.)UK | US42 (9 Wo.)US | Erstveröffentlichung: 7. Oktober 1979  |
| 1981 | Never Gonna Give You Up Posh                       | UK66 (3 Wo.)UK | — | Erstveröffentlichung: 3. Februar 1981  |
| 1982 | Forget Me Nots Straight From The Heart             | UK8 Gold · (12 Wo.)UK | US23 (16 Wo.)US | Erstveröffentlichung: 31. März 1982    |
| 1982 | I Was Tired Of Being Alone Straight From The Heart | UK39 (5 Wo.)UK | — | Erstveröffentlichung: 7. Oktober 1982  |
| 1984 | Feels So Real (Won’t Let Go) Now                   | UK51 (3 Wo.)UK | US78 (6 Wo.)US | Erstveröffentlichung: 21. Mai 1984     |
| 1987 | Watch Out Watch Out!                               | UK78 (3 Wo.)UK | — | Erstveröffentlichung: 29. Februar 1987 |